# Петранич, Сергей Михайлович
Сергей Михайлович Петранич (укр. Сергій Михайлович Петранич, венг. Petranics Szergej, родился 18 августа 1972 года в Хусте) — украинский и венгерский футболист, вратарь.

## Биография

### Клубная карьера
Дебютировал за команду «Андазит» из Хуста (ныне «Фетровик»), играл на любительском уровне за этот клуб и команду «Ялынка» из Великого Бычкова. За команду «Демечер» играл во 2-м и 3-м дивизионах Венгрии, сыграв 7 матчей в 3-м дивизионе в сезоне 1997/1998, 34 матча в сезоне 2000/2001 (14 + 20, играл во втором и в третьем дивизионе) и 17 матчей в сезоне 2002/2003 (второй дивизион). В том же сезоне 2002/2003 дебютировал за клуб «Бакталорантхаза» (15 матчей в зоне «Восток» 2-го дивизиона Венгрии), выступая за него до 2007 года во Втором дивизионе (сезон 2004/2005 — 27 матчей, сезон 2005/2006 — 25 матчей, сезон 2006/2007 — 30 матчей).
С 2007 по 2017 годы Петранич играл за клуб «Кишварда» (ранее — «Варда»), проведя сезоны 2007/2008 и 2008/2009 в Третьем дивизионе Венгрии (после вылета клуб играл на любительском уровне). В сезоне 2012/2013 клуб выиграл стыковые матчи за выход во Второй дивизион, а Петранич сыграл в обеих стыковых встречах. В сезоне 2013/2014 сыграл всего 5 матчей во Втором дивизионе, а также 4 матча в Кубке венгерской лиги (групповой этап, группа A). За команду играл в Кубке Венгрии в сезонах 2008/2009 (1 матч), 2009/2010 (1 матч), 2012/2013 (2 матча), 2013/2014 (3 матча), 2014/2015 (3 матча), 2015/2016 (1 матч), 2016/2017 (1 матч).
Сезон 2017/2018 провёл в клубе «Ладаньи Торна» из города Мезёладань, в 2018—2020 годах был заявлен в дубль «Кишварды» (два кубковых матча в сезоне 2019/2020).

### Карьера в сборных
В 2018 году Петранич попал в заявку сборной Закарпатья на чемпионат мира ConIFA (конфедерация сборных непризнанных государств и малых народов), проходивший в Лондоне, а закарпатские игроки одержали на турнире победу. На момент старта турнира у Петранича не было действующих контрактов с клубами.
Выступление сборной Закарпатья привело к скандалу на Украине и обвинениям в адрес игроков в поддержке сепаратистского движения. Петранич как уроженец Украины был пожизненно дисквалифицирован УАФ и лишён права выступать в украинских соревнованиях, а также попал на сайт «Миротворец».

### Карьера тренера
В сезоне 2017/2018 числился тренером вратарей клуба «Циганд» (команда играла в 3-м дивизионе Венгрии). В 2018 году входил в тренерский штаб «Кишварды» (главный тренер — Ласло Дайка).
В конце 2019 года Петранич получил в Киеве тренерскую лицензию УЕФА категории A — высшую для вратарей. С 2020 года является тренером детских команд академии клуба «Кишварда».

### Личная жизнь
По состоянию на 2019 год совмещал выступления в дубле «Кишварды» с работой пожарным. Имеет украинское и венгерское гражданства.